# اصلانیک
اصلانیک، روستایی از توابع بخش کوهسار در شهرستان سلماس استان آذربایجان غربی ایران است.

## جمعیت
این روستا در دهستان چهریق قرار داشته و بر اساس سرشماری سال ۱۳۸۵ جمعیت آن ۵۲۷نفر (۹۲ خانوار) 
بوده است.